# 帕夫柳基夫卡 (奧夫魯奇區)
51°9′59″N 28°39′1″E / 51.16639°N 28.65028°E
帕夫柳基夫卡（烏克蘭語：Павлюківка），是烏克蘭北部的村莊，隸屬日托米爾州的科羅斯滕區。該村面積1.11平方公里，海拔高度177米，2001年人口207，人口密度每平方公里186.82人。